# Robert Greenlees

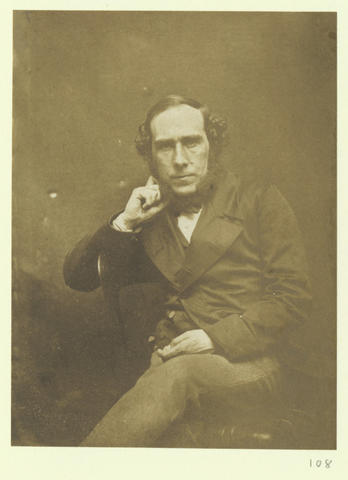
Robert Greenlees, 1880. Glasgow School of Art

James M. Robert Greenlees (* 1820 in Schottland; † 6. September 1894) war ein schottischer Künstler und Kunstpädagoge. Er ist bekannt für seine Landschafts- und Glasmalerei und seine Tätigkeit als Direktor der Glasgow School of Art.

## Leben
Robert Greenlees war Dozent an der Glasgow School of Art. Er erhielt ein kleines Stipendium und teilte seine Zeit zwischen seiner eigenen Arbeit und dem Zeichenunterricht in Grundschulklassen auf. Greenlees durchlief die verschiedenen Stufen des Ausbildungsprogramms und erhielt auf der Grundlage der von ihm unterrichteten Fächer das Art Master's Certificate. Nach dem Rücktritt von Heath Wilson wurde er 1863 zum Direktor der Glasgow School of Art ernannt. Er hatte dieses Amt von 1863 bis 1881 inne und leitete 1869 den Umzug der Schule von der Ingram Street in die Corporation Buildings in der Sauchiehall Street. Greenlees war Gründungsmitglied des Glasgow Art Club und von 1882 bis 1883 dessen Präsident.
Robert Greenlees war ein frühes Mitglied der West of Scotland Academy und Gründungsmitglied der Royal Society of Watercolour Painters in Scotland. Er setzte sich für die Bildung von Frauen ein und engagierte sich für die Aufnahme von Lehrerinnen in die Schule. Seine eigene Tochter Georgina war eine der vier angestellten Lehrerinnen. Robert Greenlees führte auch den Unterricht im nautischen Zeichnen ein, was dazu führte, dass mehrere Konstrukteure der Clyde-Werften Absolventen der Schule waren. Zu seinen Schülern gehörten die Landschaftsmaler Alexander Brownlie Docharty und Archibald Kay.

## Werk

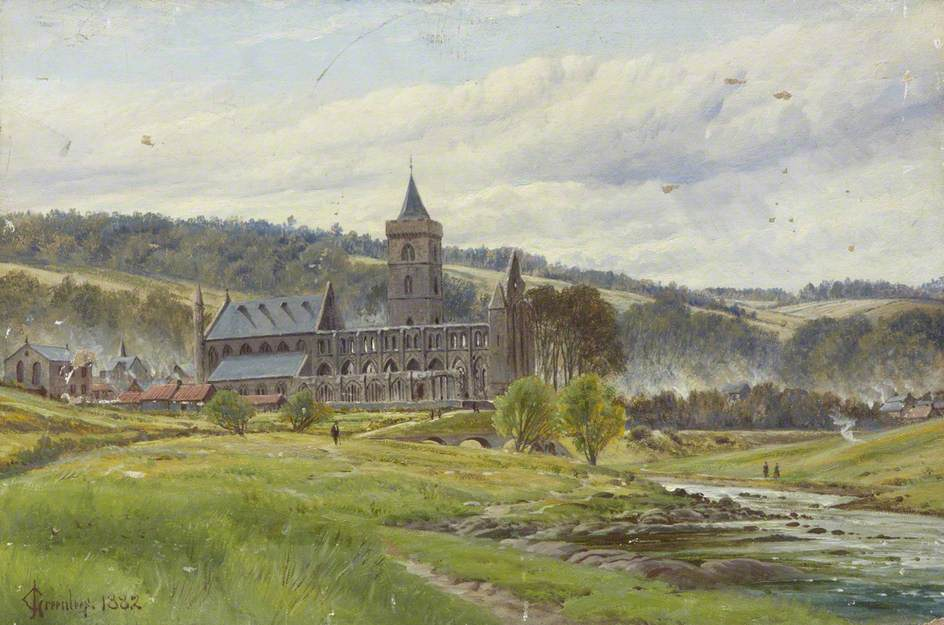
James Greenlees: Dunblane Cathedral from the North, 1882. Dunblane Museum

Robert Greenleess arbeitete als Glasmaler und später als Landschaftsmaler. Er spezialisierte sich auf Motive aus den West Highlands, meist Waldszenen mit Birken, die aus einem Farnteppich wachsen. Sein technisches Können war beeindruckend und er galt als sehr begabter Landschaftsmaler.